# 創造韓國黨
創造韓國黨（英語：Creative Korea Party，CKP），是韓國一個中間派政黨。它是由開放國民黨之中分裂出來的政黨，推舉商界名人文國現參加2007年大韓民國總統選舉，但是沒有當選。由于该党在2012年大韩民国议会选举中未获得2%以上的得票率，失去了所有国会席位，政党也随之被注销。

## 外部連結
- 官方網站